# Andrea Chénier
Airs
- L'Improvviso (Acte 1)
- La mamma morta (Acte 3)

Andrea Chénier est un opéra vériste en quatre actes d'Umberto Giordano composé sur un livret de Luigi Illica. Il s'inspire de la vie du poète André Chénier (1762-1794), guillotiné lors de la Révolution française.

## Création
Andrea Chénier fut créé à La Scala de Milan le 28 mars 1896, sous la direction de Rodolfo Ferrari, avec Evelina Carrera, Giuseppe Borgatti et Mario Sammarco. Il fut ensuite donné à New York, à l'Academy of Music le 13 novembre 1896, et à Londres (en anglais) le 16 avril 1903.

## Personnages
- Andrea Chénier, poète français, inspiré du poète André Chénier (1762-1794), ténor ;
- Charles Gérard, initialement valet dans la maison de la Comtesse de Coigny (où son père était jardinier), il devient ensuite député de la Convention nationale et membre du Comité de Salut Public, baryton ;
- Madeleine de Coigny, fille de la Comtesse de Coigny, soprano ;
- Bersi, femme de chambre et confidente de Madeleine de Coigny, puis prostituée, mezzosoprano ;
- la Comtesse de Coigny dans le salon de laquelle se déroule le tout le premier tableau, mezzosoprano ;
- Incroyable, indicateur de police, ténor ;
- Roucher, ami d'André Chénier, emprisonné comme lui à la prison Saint-Lazare, baryton ;
- Jean-Baptiste Matthieu, membre du Comité de salut public, basse ;
- un abbé, ténor ;
- un geôlier de la prison Saint-Lazare ;
- Madelon, pauvre veuve, mère de Roger, mort à Valmy, mezzosoprano ;
- Antoine Fouquier-Tinville, accusateur public du Tribunal révolutionnaire.
- Pierre Fléville, romancier, homme de salon qui introduit André Chénier dans celui de la Comtesse de Coigny ;
- Dumas, Tobias Schmidt, Ida Legray, condamnée à mort.
- apparitions furtives et silencieuses de Maximilien de Robespierre, Saint-Just et Couthon

## Arias célèbres
L'Improvviso (Colpito qui m'avete... Un dì all'azzurro spazio) est une aria pour ténor populaire, qui survient au premier acte. Chénier, convié à une réception mondaine et sommé d'improviser quelques gentils vers, déballe, tout au contraire, sa rage et sa honte devant les misères du peuple des pauvres. Peu à peu, scandalisés, tous les visages se détournent, un vicaire quitte le lieu tandis que Chénier, emporté de lyrisme, achève de marquer sa prise de position.
La mamma morta est l'une des plus célèbres arias de cet opéra. Elle est présente dans le film Philadelphia, interprétée par Maria Callas.

## Interprétations contemporaines
Parmi les interprètes remarquables du rôle, citons Beniamino Gigli, Mario Del Monaco, Franco Corelli, Luciano Pavarotti, Placido Domingo, qui a à son actif plusieurs enregistrements de l'un de ses rôles les plus emblématiques ou José Carreras (qui y déploie une animalité des plus rares, celle-ci faisant quelque peu contrepoids avec ce que cet emploi peut avoir de lourd pour sa voix). 
Parmi les titulaires plus récents, Jonas Kaufmann y remporte un énorme succès lors de sa prise de rôle en 2014 dans la production du Royal Opera House de Londres, sous la direction d'Antonio Pappano, dans la mise en scène de David McVicar. Le ténor bavarois a repris le rôle dans une nouvelle production à Munich début 2017 avec  Anja Harteros , puis à Vienne à plusieurs reprises, à Barcelone et à nouveau à Londres en 2024. Les productions de Londres et de Munich ont été captées pour la sortie de deux DVD.

## Discographie et vidéographie
- Beniamino Gigli (Andrea Chénier), Maria Caniglia (Maddalena de Coigny), Gino Bechi (Carlo Gérard), Giulietta Simionato (La Contessa) ; Chœurs et Orchestre du Théâtre de la Scala de Milan, dir. Oliviero De Fabritiis (EMI, 1941)
- Mario Del Monaco (Andrea Chénier), Renata Tebaldi (Maddalena de Coigny), Ettore Bastianini (Carlo Gérard) ; Orchestra e coro dell'Accademia Nazionale di Santa Cecilia di Roma, direction Gianandrea Gavazzeni (Decca, 1957)
- Luciano Pavarotti (Andrea Chénier), Montserrat Caballé (Maddalena de Coigny), Leo Nucci (Carlo Gérard) ; Welsh National Opera Chorus, National Philharmonic Orchestra, direction Riccardo Chailly (Decca, 1984)
- Placido Domingo (Andrea Chénier), Renata Scotto (Maddalena de Coigny), Sherrill Milnes (Carlo Gérard) ; John Alldis Choir et le National Philharmonic Orchestra sous la direction de James Levine (RCA, 1977)
- Jonas Kaufmann (Andrea Chénier), Eva Maria Westbroek  (Maddalena de Coigny), Zeljko Lucic (Carlo Gérard) ; Royal Opera House orchestra, direction Antonio Pappano (DVD Warner, Covent Garden Collection, 2016)[9].
- Jonas Kaufmann (Andrea Chénier), Anja Harteros (Maddalena de Coigny), Georges Petean (Carlo Gérard), Opéra de Bavière, Munich, direction  Marco Armiliato, mise en scène de Philipp Stölzl - Bayerisches Staatsoper Recording - 2023.